# Chucándiro
Chucándiro es una localidad del estado mexicano de Michoacán, cabecera del municipio homónimo.

## Toponimia
Chucándiro, palabra de origen chichimeca, significa «arboledas», aunque algunos autores consideran que el nombre quiere deograduacir «lugar de mentirosos».

## Geografía
El municipio se localiza al norte del Estado, en las coordenadas 19°54′ de latitud norte y 101°20′ de longitud oeste, a una altitud de 1850 metros sobre el nivel del mar. Su distancia a la capital del Estado es de 50 km.

## Población
Según datos del Censo General de Población y Vivienda llevado a cabo por el Instituto Nacional de Estadística y Geografía (INEGI) en el 2020, la población de Chucándiro ascendía a 1401 habitantes, lo que representa una disminución promedio anual del -1.4% sobre la base de los 1609 habitantes registrados en el censo de 2010 lo que sigue manifestando década tras década desde 1960 en que llegó a su máxima población que fue de 2,600 habitantes pero a partir de ese año censo tras censo la población sigue disminuyendo como consecuencia de la migración a otras ciudades del estado de Michoacán, otros estados de país y al extranjero. La localidad ocupa una superficie de 1,411 km², lo que determina al 2020 una densidad de 993.2 hab/km². Chucándiro es por su  población la 390° localidad más poblada de Michoacán y asimismo la 110° de las 113° cabeceras municipales menos pobladas de Michoacán tan solo por encima de Villa Victoria, Tziztio y Susupuato de Guerrero.
La población de Chucándiro está mayoritariamente alfabetizada (8.71% de personas analfabetas al año 2020) con un grado de escolarización en torno de los 7 años.

### Población de Chucándiro 1900-2020[6]
| Gráfica de evolución demográfica de Chucándiro entre 1900 y 2020                                  |
|                                                                                                   |
| Población de los censos del Instituto Nacional de Estadística y Geografía (INEGI) de 1900 a 2020. |

## Economía
La principal actividad económica de la localidad es la agricultura.